# دیلایت رکوردز
دیلایت رکوردز (انگلیسی: Daylight Records) شرکت نشر موسیقی آمریکایی است، که در سال ۱۹۹۸ تأسیس شد.